# Lirceus lineatus
Lirceus lineatus là một loài chân đều trong họ Asellidae. Loài này được Say miêu tả khoa học năm 1818.